# Іванко і цар Поганин
«Іванко і цар Поганин» (рос. «Иванко и царь Поганин») — радянський телевізійний фільм-казка 1984 року.

## Синопсис
Цар воронів Каркарон забирає в слуг царя Поганина немовля, яке вони знайшли в кошику. Головний викрадач на службі в Поганина просить віддати дитину йому, бо згідно з пророцтвом відьми-сови Чіветти, хлопчик на ім'я Іванко знищить його царство. Та Каркарон перехитрює його, назвавши немовля Кроумі. Чіветта, радниця царя, пропонує привести матір хлопчика, Марічку. Вона забирає в Марічки молодість, але застерігає, що якщо Іванко впізнає матір, то чари розсіються.
Коли Кроумі виповнюється 12 років, він зустрічає дочку лісового царя Повітрулю, яка випробовує його сміливість. Повітруля впізнає, що Кроумі насправді людина, та каже, що його звати Іванко. Хлопчик не вірить їй, але потім запитує в Каркарона про своє минуле. Каркарон пояснює, що цар Поганин забрав у полон Марічку, але вона пустила кошик з сином у річку, чим і врятувала Іванка. Хлопчик вирішує розшукати своїх справжніх батьків. За ним підглядає радник Каррі, який потім доповідає про це Чіветті. Відьма обіцяє допомогти Каррі вбити Каркарона й посісти його трон.
Перед тим, як відправити Іванка до людей, Каркарон дає йому чарівну сопілку. За її допомогою можна прикликати Каркарона, але тільки три рази. Іванко за роки життя серед ворон навчився розуміти мову тварин, завдяки чому відшукує шлях. Він знову зустрічає Повітрулю, яка вчить хлопчика розпізнавати сторони світу. Чіветта влаштовує лісову пожежу, Іванко користується сопілкою, щоб викликати Каркарона, який рятує з полум'я хлопчика та ведмежа.
Іванко з Повітрулею приходять у Мертве місто, де зустрічають Чіветту, що перетворилася на бабусю. Відьма дає Іванкові завдання відновити джерело на верхівці скелі, щоб у місто повернулася вода і там знову могли жити люди. Іванко користується допомогою вужа, щоб залізти на скелю. Тоді відьма скидає його, проте Іванко зачіпляється за дерево. Повітруля викликає Каркарона сопілкою і він повертає Іванка до підніжжя скелі. Попри небезпеку, хлопчик продовжує почате і відкриває джерело.
Чіветта наказує Каррі підсунути Іванкові дірявий човен. Каррі спершу вагається, але слухається. Пливучи через море, Іванко та Повітруля помічають дірку в човні, та вже не можуть повернутися. Іванко востаннє викликає Каркарона, який скидає в човен ковші, щоб вигребти воду.
Тим часом Чіветта дізнається від кажанів, що Іванко досі живий. Вона радить Поганину запросити хлопчика до палацу. Каркарон вирішує зректися трону, щоб допомогти Іванкові. Він лишає замість себе Білогрудого та вирушає до Поганина. Дослухавшись Чіветти, Поганин приводить декількох полонянок і ставить умову: цар відпустить їх, якщо Іванко впізнає свою матір. Якщо ж не впізнає, що Іванко й Повітруля мусять назавжди покинути його царство. Хлопчик впізнає матір, цар порушує угоду та наказує кинути Іванка до темниці. В той час Повітруля викрадає ключі та звільняє всіх полонених, які піднімають бунт. Каррі завдає Каркарону, що прилетів на допомогу, удару в спину, але падає зі скелі, злякавшись випущеного Повітрулею ведмедя.
Звільнені люди повертаються додому, слуги Поганина відвертаються від нього. Поганин лишається на самоті на вежі.

## У ролях
- Гриша Павленко —  Іванко/Кроумі
- Лев Дуров —  Поганин
- Нодар Мгалоблішвілі (озвучування: Євген Паперний) —  Каркарон
- Марія Капніст —  сова Чіветта (стара)
- Людмила Шевель —  сова Чіветта (молода)
- Людмила Чиншева —  Марічка (молода)
- Віра Кузнецова —  Марічка (стара)
- Настя Гіренкова —  Повітруля
- Ігор Стариков —  Каррі
- Мераб Боцвадзе —  Верховний страж
- Йосип Гогешвілі —  Білогрудий
- Володимир Лосицький —  Головний викрадач

## Знімальна група
- Автор сценарію: Олег Туманов
- Режисер: Борис Небіерідзе
- Оператор: Кирило Роміцин
- Композитор: Іван Карабиць
- Художник: Володимир Душин